# جاك أوبراين (مخرج)
جاك أوبراين (بالإنجليزية: Jack O'Brien)‏ هو مدير موسيقي وكاتب أغاني ومخرج وشاعر أمريكي، ولد في 18 يونيو 1939 في ساغيناو في الولايات المتحدة.

## وصلات خارجية
- جاك أوبراين على موقع IMDb (الإنجليزية)
- جاك أوبراين على موقع ألو سيني (الفرنسية)
- جاك أوبراين على موقع أول موفي (الإنجليزية)
- جاك أوبراين على موقع قاعدة بيانات برودواي على الإنترنت (الإنجليزية)
- جاك أوبراين على موقع قاعدة بيانات الفيلم (الإنجليزية)
- جاك أوبراين على موقع كينوبويسك (الروسية)